# Kicking the Germ Out of Germany
Kicking the Germ Out of Germany er en amerikansk stumfilm fra 1918 af Alfred J. Goulding.

## Medvirkende
- Harold Lloyd
- Snub Pollard
- Bebe Daniels
- Lige Conley
- Mildred Forbes